# О (Атлантски Пиринеји)
О (фр. Haux) насеље је и општина у југозападној Француској у региону Аквитанија, у департману Атлантски Пиринеји која припада префектури Олорон Сен Мари.
По подацима из 2011. године у општини је живело 90 становника, а густина насељености је износила 5,29 становника/km². Општина се простире на површини од 17,01 km². Налази се на средњој надморској висини од 324 метара (максималној 1.385 m, а минималној 266 m).

## Демографија
| 1962. | 1968. | 1975. | 1982. | 1990. | 1999. | 2011. |
| ----- | ----- | ----- | ----- | ----- | ----- | ----- |
| 148   | 137   | 128   | 119   | 99    | 96    | 90    |

График промене броја становника у току последњих година